# グーギー建築

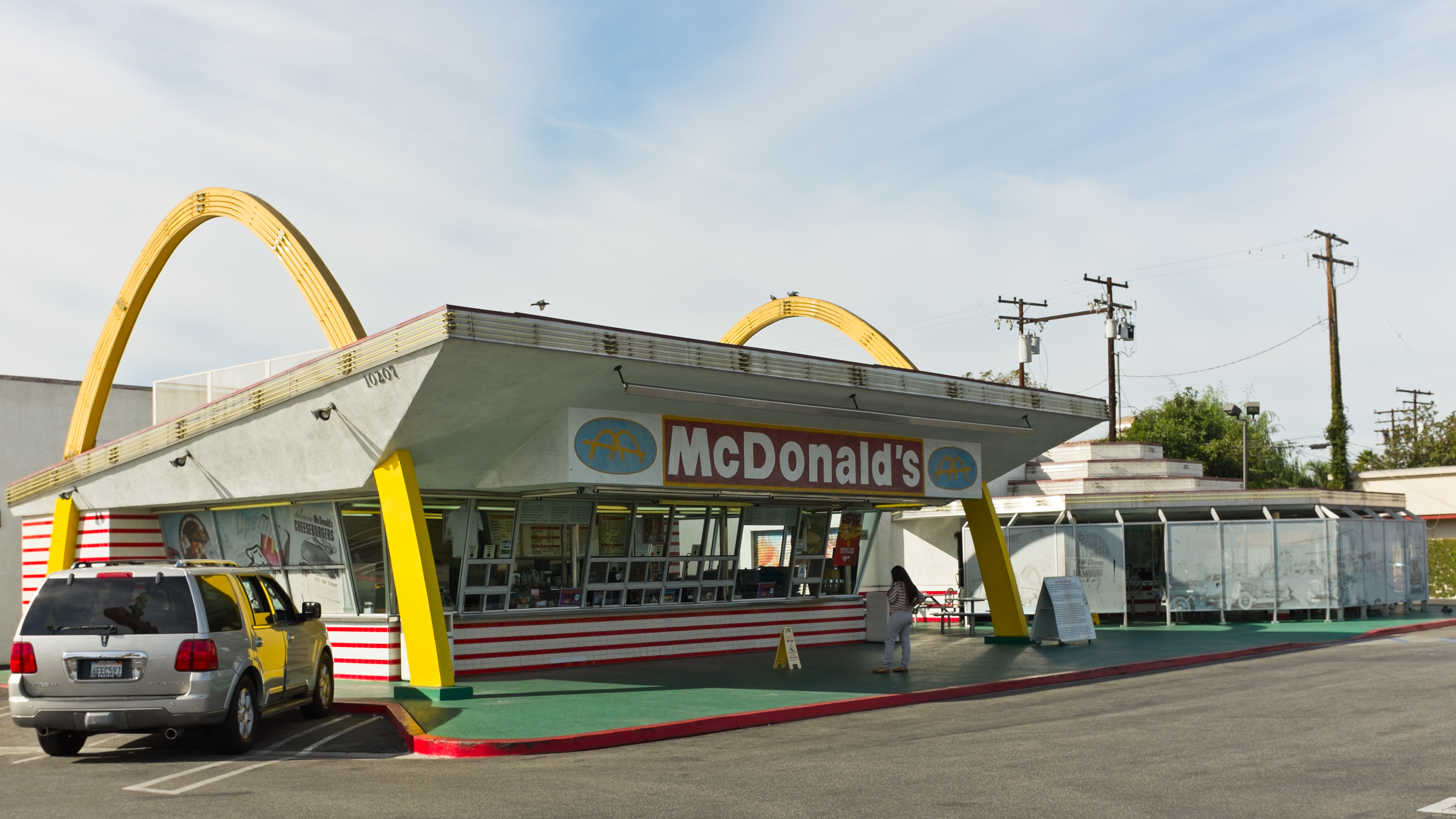
最古のマクドナルド店舗（1953年建設・カリフォルニア州ダウニー）

グーギー建築（英: Googie architecture）は、自動車文化・ジェット機・宇宙時代・核時代に影響を受けた未来派建築の一様式である。1930年代南カリフォルニアのストリームライン・モダンを起源とし、1945年から1970年代前半ごろまで広く用いられた。
グーギー様式の建築はモーテル・カフェ・ガソリンスタンドなどで一般的であった。こうした建築はのちに20世紀中期モダン建築の一様式として、あるいはエーロ・サーリネンのTWAフライトセンターに代表されるようなポピュラックスな美学を表現する構成要素で広く知られるようになる。「グーギー建築」の名称は、かつてハリウッドにあったグーギーズ・コーヒー・ショップに由来する。この建築はジョン・ロートナーによって設計された。同様の建築をポピュラックス建築（Populux）、ドゥーワップ建築（Doo Wop）と呼ぶこともある。
グーギー建築は、上向きに沿った屋根、曲線的かつ幾何学的なモチーフ、ガラス・鋼材・ネオン管の大胆な使用を特色とする。また、ブーメラン・空飛ぶ円盤・原子の構造模式図・放物線といった宇宙時代的な運動性を感じさせるモチーフ、あるいは変形された平行四辺形・パレットといった自由造形的なモチーフでも特徴づけられる。これらのデザインは、当時のアメリカ社会が宇宙時代的なテーマに魅了されており、未来的なデザインに対する商業的な注目がなされていたことを意味する。1910年代から1930年代にかけてのアール・デコ様式と同様、グーギー建築の評価も時代とともに低下しており、多くの建造物が取り壊されている。

## 語源
「グーギー」という名称は、建築家のジョン・ロートナーがハリウッドに建設したグーギーズ・コーヒー・ショップに由来する。「グーギー」は、カフェのオーナーであるモーティマー・C・バートン（Mortimer C. Burton）の妻、リリアン・K・バートンの愛称であった。グーギーズはロサンゼルスのサンセット大通りとクレセント・ハイツ通り（Crescent Heights）の交差点に立地していたが、1989年に取り壊された。このカフェがある種の建築様式の代名詞となったのは、『House and Home』誌編集者のダグラス・ハスケルと、建築写真家のジュリウス・シュルマンがロサンゼルスをドライブしていたときであった。ハスケルはこの店舗を目にしたとき車を停めるように言い、「これがグーギー建築だ」と主張した。1952年に発行された同誌にハスケルが書いた記事が掲載され、この名前が広まった。
「グーギー建築」の名付け親であるハスケルは、モダニズムの擁護者ではあったが、グーギー的な美的感覚を好意的に評価していたわけではなかった。彼の記事において、グーギー建築は架空の人物である「スラッグ教授（Professor Thrugg）」によって過剰に褒め称えられる。これは、グーギーの美学を作り上げたハリウッドに対する当てこすりでもあった。

## 歴史

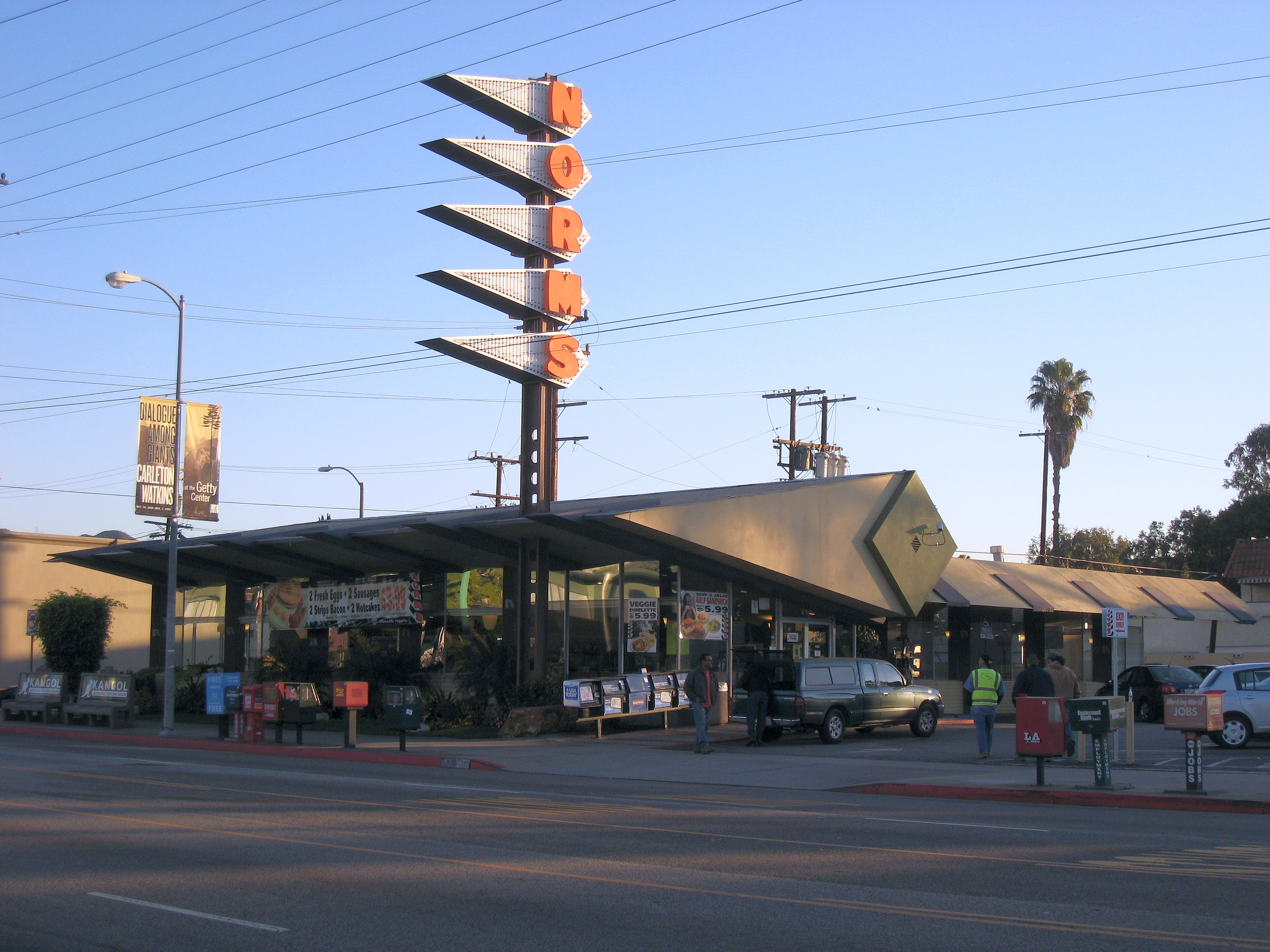
ノームズ・レストラン（1949年建設・カリフォルニア州ロサンゼルスラ・シエンガ大通り）

ラ・コンチャ・モーテル（1961年建設・ネバダ州ラスベガス）

グーギー建築の起源となったのは、1930年代のストリームライン・モダンである。同様式の第一人者であるアラン・ヘスは、『帰ってきたグーギー：ロードサイドの超モダン的建築（Googie Redux: Ultra Modern Road Side Architecture）』において、こうした建築は、当時のロサンゼルスのモビリティが自動車の流入と、それに対応したサービス業の伸長によって特徴づけられると記述した。
自動車の所有が一般的になったことによって、都市は中心市街地を必要としなくなり、業務地区と住宅地が混在する郊外が発生した。郊外では自動車が主な交通手段となるため、店舗の集積密度は低下する。また、中心市街に主要店舗をひとつ置く代わりに、郊外に複数の店舗を構える方式が一般的となる。こうした業態変化にともない、オーナーや建築家は、自動車に乗る顧客が認識しやすい、目を引くデザインを作り上げる必要があった。このような意味において、モダニズムの商業建築は「コミュニケーション」的であった。
郊外に作られたドライブインレストランの建築は、道路を走る車に自分たちを宣伝する看板としての機能も有しており、店舗を目立たせるために看板を据え付けた高い鉄塔・派手なネオン文字・円形の大型テントなどが用いられた。ヘスによれば、ストリームライン・モダン的な「流線型のデザインが生み出すエネルギッシュなシルエット」は、1930年代の大量生産と移動の増加のために人気を博した。この様式の建造物は丸みを帯びたエッジ、大きな鉄塔、ネオンライトを特徴としており、ヘスいわく、これらの造形は自動車、機関車、ツェッペリンがもたらしたモビリティの流動化を反映する「スピードとエネルギーの見えない力」を象徴する。
ストリームライン・モダン（そしてグーギーも）は、自動車やその他のテクノロジーによる新しい時代の始まりを告げるような、未来らしさを追求した様式だった。ダイナー・映画館・ガソリンスタンドといったドライブインサービスは、同じ原理のもと新しいアメリカの都市に適応した。ドライブインの建築デザインは、自動車志向の先進的なものであった。独創的かつ実用主義的なスタイルで、円形に建てられ、周囲には駐車場があり、すべての顧客が車から平等にアクセスできるようになっていた。1940年代には第二次世界大戦と配給制度により米国市民が倹約を強いられ、こうした消費者志向型の建築デザインの進展は滞っていたが、このような商業建築史の流れは1950年代にグーギー建築が流行する素地を作り上げた。

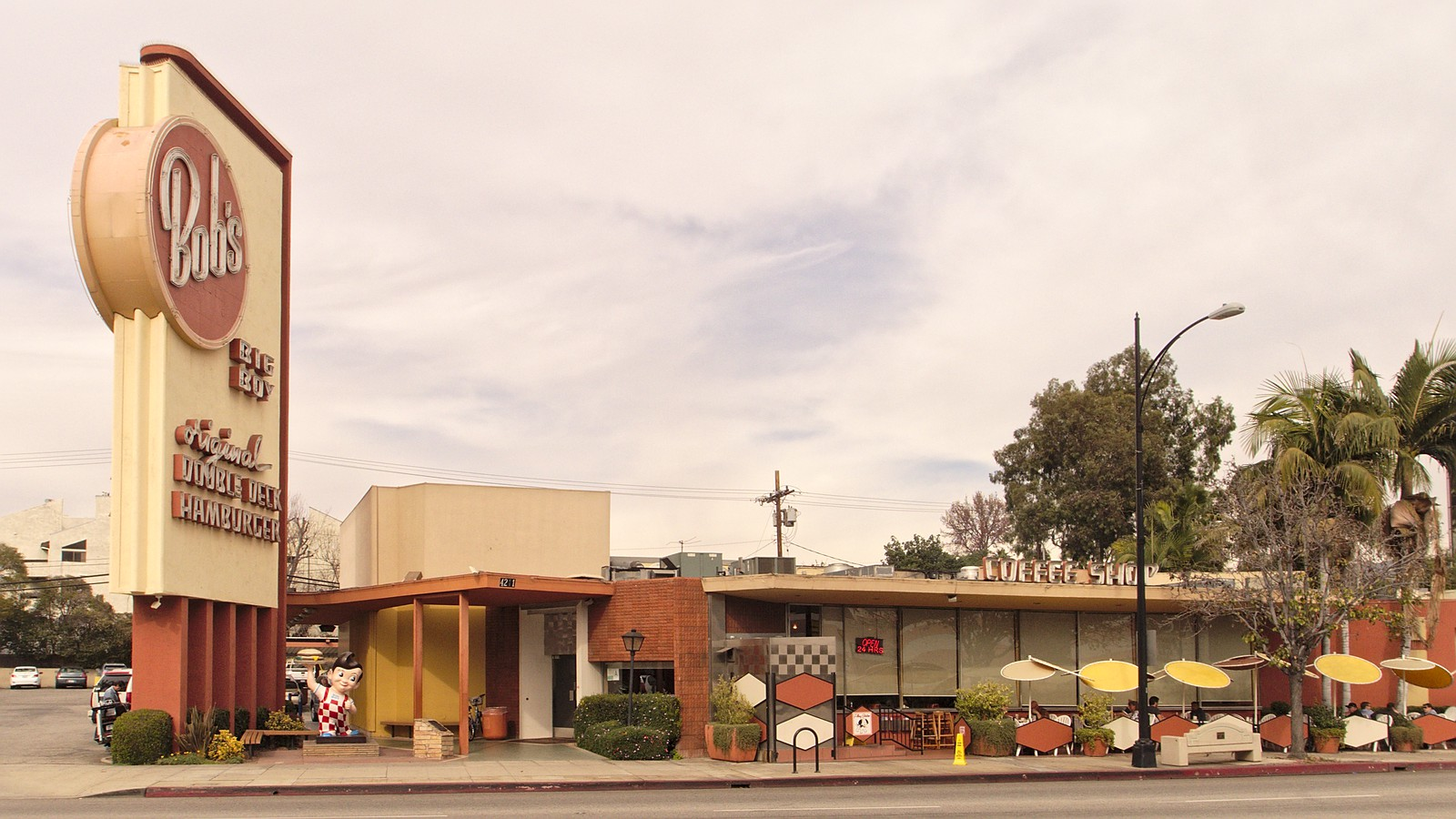
ボブズ・ビッグボーイ（1949年建設・カリフォルニア州バーバンク）

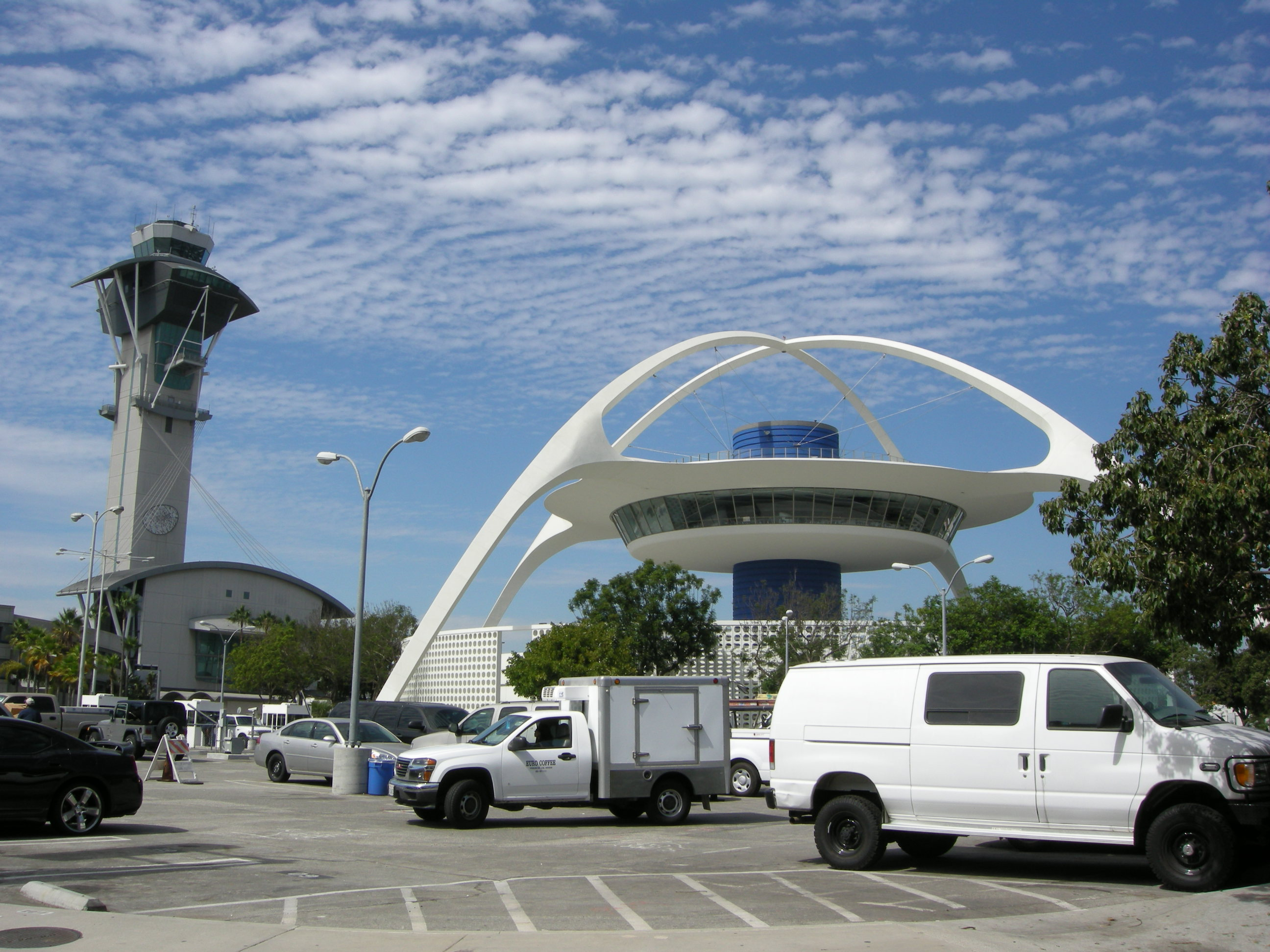
ロサンゼルス国際空港テーマ・ビルディング（1957年–1961年建設・カリフォルニア州ロサンゼルスウィンチェスター）

1950年代にはアメリカはますます繁栄し、デザイナーはこの豊かさを楽観的デザインによって祝福した。原子力工学の進歩と宇宙飛行の現実性の高まりは、人びとの未来に対する想像力をかきたてた。グーギー建築はこの流行を活用し、ーメラン・斜線・原子爆弾・明るい色といったエネルギーを連想させるモチーフを取り込んだ。ヘスいわく、商業建築は大衆の欲望の影響を受けていた。多くの人が宇宙機や原子力エネルギーに魅了されていたため、彼らの注意を引くために建築家はこれらをモチーフとする作品を作った。自動車が発明された頃から、運転者の注意を引きつける建築は作られていたが、1950年代に入ってからは、このスタイルはより一般的になった。
グーギー様式を発案したのが誰であるかは論争の的となっているが、1949年に ボブズ・ビッグボーイを建設したウェイン・マクアリスターは初期の影響的な建築家である。建築家としての正式な教育は受けていないが、その腕前を買われてペンシルバニア大学建築学校の奨学金を受けていた。南カリフォルニアでのレストランの設計からキャリアを始め、1930年代にはストリームライン・モダンの建造物を多く手掛けた。マクアリスターはカフェチェーンのブランドを確立させるため、道路からでも簡単に店舗を認識できるような様式をクライアントごとに開発した。
マクアリスターのほか、ジョン・ロートナー・ダグラス・オノルド（Douglas Honnold）・ルイス・アーメットとエルドン・デイヴィス（アーメット・アンド・デイヴィス）など多くのグーギー建築家が活躍した。また、同事務所のヘレン・リウ・フォンはジョニーズ・コーヒー・ショップ・ノームズ・レストラン・ホリデイ・ボウルといった多くのグーギー建築の内装を手掛けた。

## 保全

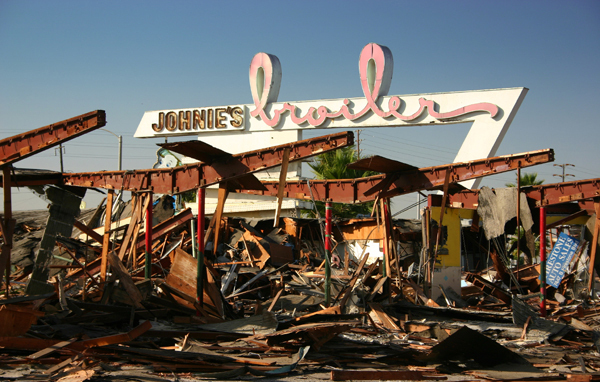
取り壊し中のジョニーズ・ブロイラー（1958年建設・カリフォルニア州ダウニー）

1960年代中盤にはグーギー建築の目新しさは薄れ、派手なスタイルに対する反発が現れた。1969年のアポロ11号の月面着陸成功や、原子力撤廃を求める環境運動の高まり、それにともなう宇宙開発競争および核時代の終焉は、グーギー建築を時代遅れの様式にした。同様式はあまりにもけばけばしく、世俗的であったため建築界においてはほとんど評価されなかった。また、ヘスの言うように、1970年代以降の商業施設は都市環境に溶け込み、注目を集めないようになった。それゆえに1970年代の建築、特にインターナショナル・スタイルにおいてはグーギー建築は放棄された。
グーギー建築はサービス産業の一部であったため、ほとんどのデベロッパーはこれらの建造物を文化遺産として保存する価値がないと考えていた 。1986年にアラン・ヘスが『Googie』を出版すると、このスタイルに対する新たな評価が生まれた。グーギーの起源は「卑しい」ものであったが、ヘスは「グーギー建築は郊外の歴史の重要な一部である」と著述している。グーギーは、1950年代のアメリカ合衆国の自動車文化を象徴するものであった。
ロサンゼルス・コンサーヴァンシー現代委員会（Los Angeles Conservancy Modern Committee）は全米で最も早くグーギー建築の保存を提唱した組織のひとつである。この組織は、1984年にウェストウッドのシップス・コーヒー（Ship's coffee）と、ハリウッドのタイニー・ネイラーズが取り壊されたことをきっかけに結成された。前述の店舗や「グーギーズ」は保全が間に合わなかったものの、ノームズ・レストラン・ジョニーズ・コーヒー・ショップ・ウィッチ・スタンドなどは文化財指定を受けている。また、ダウニーの最古のマクドナルド店舗や、バーバンクの最古のビッグボーイ店舗も保全・復原されている。
ニュージャージー州ワイルドウッドでは「ドゥー・ワップ保全協会（Doo Wop Preservation League）」が地元企業や不動産所有者、都市計画・区画整理担当者、州の歴史保存局と協力して、残された歴史的建造物を確実に保存するための活動を行っている。ワイルドウッドの高層ホテル地区は、アメリカで初めて「ドゥー・ワップ」を新築する際のデザインガイドラインを施行した。
建築家のマイケル・シュウはテキサス州オースティンを基盤とするレストランチェーン「P. Terry's」のために、グーギー様式で数多くのレストランを新築した。